# Saison 1 de The X Factor (États-Unis)
Pour les articles homonymes, voir Saison 1 de The X Factor.

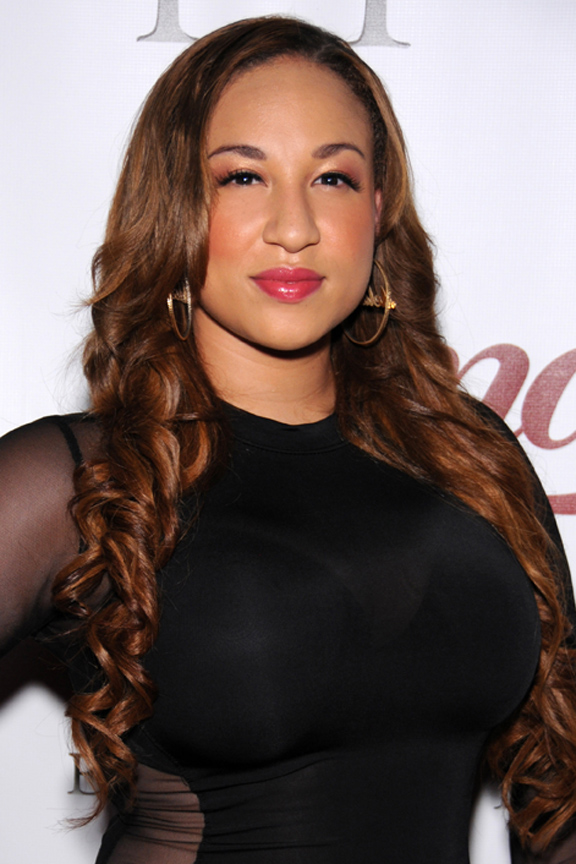
Melanie Amaro remporte la première saison de X Factor aux États-Unis.

The X Factor est une compétition musicale télévisée américaine visant à trouver un nouveau talent en chant; le gagnant recevant un contrat d'enregistrement de 5 millions $ avec le label d'enregistrement du créateur Simon Cowell, Syco Music. La première saison sera diffusée le 21 septembre 2011 sur Fox et est censée terminer en décembre de la même année.
Basée sur format britannique, la compétition consiste en des auditions devant des producteurs et des juges en direct, un séjour dans la maison des juges, et les éliminations finales en direct. Les auditions pour l'émission ont commencé en mars 2011 et se sont conclues en juin 2011. L'émission sera animée par le présentateur de télévision gallois Steve Jones, alors que le panel des juges se compose de Cowell, Paula Abdul, L.A. Reid et Nicole Scherzinger. Cheryl Cole, anciennement juge pour la version britannique, a été juge des auditions à Los Angeles et Chicago, mais à depuis quitté le programme pour judge of the UK version, was a judge for auditions in Los Angeles and Chicago pour des raisons disputées, et a été remplacée par Scherzinger, qui a à l'origine coprésenté l'émission aux côtés de Jones. 
Une avant-première de l'émission a été diffusée durant le Match des Étoiles de la LMB 2011 le 12 juillet 2011.
Le 22 décembre 2011, Melanie Amaro, candidate de la catégorie des filles coaché par Simon Cowell a remporté la première saison.